# Saint-Maclou-de-Folleville
Saint-Maclou-de-Folleville – miejscowość i gmina we Francji, w regionie Normandia, w departamencie Sekwana Nadmorska.
Według danych na rok 1990 gminę zamieszkiwało 506 osób, a gęstość zaludnienia wynosiła 38 osób/km² (wśród 1421 gmin Górnej Normandii Saint-Maclou-de-Folleville plasuje się na 450. miejscu pod względem liczby ludności, natomiast pod względem powierzchni na miejscu 196.).